# برمجة الكتل
برمجة الكتل (بالإنجليزية: Block Programming)‏ هي ترتيب البرامج على الراديو أو التلفزيون بحيث يتم تجميع تلك الأنواع أو السمات أو الجمهور المستهدف معًا.

## نظرة عامة
تتضمن برمجة الكتل جدولة سلسلة من العروض ذات الصلة التي من المحتمل أن تجذب وتحتفظ بجمهور معين لفترة طويلة من الزمن. سبيس تون في بدايتها كانت تعرض برامجها بشكل جزئيء من الساعة 10 صباحًا حتى الساعة 5 مساءً على قناة البحرين. محطات الراديو أيضًا تحتوي على برمجة الكتل، حيث تذيع المحطة في ساعة معينة فقرة لبرنامج أو نوع موسيقي معين، على سبيل المثال موسيقى الموجة الجديدة.